# Human Resource
Human Resource ist eine niederländische Hardcore-Techno- und Techno-Musikgruppe. Ihr 1991 veröffentlichter internationaler Techno-Hit „Dominator“ war stilprägend und wurde vielfach von anderen Gruppen wiederverwendet und gesampelt.

## Geschichte
Die Gruppe wurde 1990 von Robert Mahu und Johan van Beek gegründet. Sie wurden von Jasper Drexhage und Guido Pernet (MC) begleitet und bildeten somit eine Gruppe von vier jungen Musikern aus der Umgebung von Ridderkerk. Wenig später wurden sie um den Rapper und früheren Basketballspieler Larenzo Nash ergänzt.
1991 hatten sie mit ihrem Track „Dominator“ internationale Erfolge und gab der aufstrebenden Hardcore-Techno-Szene starke Impulse. Bekannt ist auch der Remix des Tracks von Joey Beltram.
Zusätzlich zum Erfolg von Dominator war Human Resource mit ihrem zweiten Album The Kicking Noise of Rotterdam, das 1992 veröffentlicht wurde und auf dessen Veröffentlichung eine Europatournee folgte, erfolgreich. Es erschien auf CD für die breite Öffentlichkeit, aber auch als Doppel-LP für professionelle DJs. 1992 verließ Keyboarder Johan van Beek die Gruppe und wurde nicht ersetzt, während Rapper Marvin D. dazustieß. Diese Zusammenarbeit dauerte bis 1995, als er mit seinem Freund aus Kindertagen, Ray Slijngaard – eines der Mitglieder von 2 Unlimited, ein eigenes Plattenlabel gründete. Jasper Drexhage verließ die Gruppe im selben Jahr, da er mit dem neuen Hardcore-Techno-Sound, den die Gruppe produzierte, nicht einverstanden war. Er wurde durch Sander Scheurwater, alias De Mosselman, Autor des fröhlichen Hardcore-Techno-Parodie-Hits Mossels ersetzt. Die Gruppe löste sich jedoch Ende der neunziger Jahre auf.
Im Jahr 2004 startete Guido Pernet die Gruppe neu, indem er sich mit Zenon Zevenbergen, der Stimme der belgischen Gruppe T99 und MC von Patrick van Kerckhovens Ruffneck Gangsta Alliance und Dyewitness sowie Maurice Steenbergen von Rotterdam Termination Source zusammenschloss. Nach einigen Konzerten in den Niederlanden und im Vereinigten Königreich verließ Zenon Zevenbergen die Gruppe, die somit seit 2005 in Form des Duos Pernet/Steenbergen besteht. In diesem Jahr fand die Gruppe mit der Gründung des Dominator-Festivals zurück zum Glanz der Vergangenheit.

## Dominator
1991 hatte Human Resource mit ihrem Track Dominator internationalen Erfolg und gab der aufstrebenden Hardcore-Techno-Szene einen starken Impuls. Als Sommerhit gedacht und in wenigen Stunden komponiert, waren Nashs Texte in zwanzig Minuten gefunden. Der Titel hat einen für die Zeit hohen Rhythmus, das Tempo erreicht 123 bpm. Der in dem Track zu hörende Hoover-Sound stammt aus dem Album „Mentasm“ von Second Phase, einem Projekt von Joey Beltram. Der Titel stieg in die UK Singles Charts ein, erreichte den dritten Platz auf der Ultratop 50 und den sechsten Platz in den Nederlandse Top 40.
Der Titel wurde in mehr als fünfzig Versionen mit unterschiedlichem Erfolg veröffentlicht. Zum Beispiel veröffentlichten 1996 die drei Mitglieder der Gruppe (Guido Pernet, Robert Mahu und Sander Scheurwater) in Zusammenarbeit mit dem amerikanischen Rapper Kirk Patrick eine neue Version von Dominator, jedoch ohne Erfolg.
Im Jahr 2009 sampelte angeblich Lady Gaga Dominator in ihrem Song Bad Romance ohne Erlaubnis, während es in Rihannas „Birthday Cake“ rechtmäßig verwendet wurde.
2005 gründeten die Größen der niederländischen Eventbranche ID&T, Q-Dance und Masters of Hardcore das „Dominator“-Event. Dessen Name ist direkt vom Werk von Human Resource abgeleitet und würdigt damit deren Beiträge zur Gabber-Kultur.

## Stil und Technik
Die stilistischen Einflüsse innerhalb der Gruppe sind vielfältig. Robert Mahu und Johan van Beek hatten zuvor unter dem Namen The Point eine House-EP veröffentlicht. Guido Pernet spielte zunächst in einer Hardrock-Band, Jasper Drexhage in einer Funk-Band. Die Songs wurden anfänglich auf DAT aufgenommen.

## Diskografie

### Studioalben
| Jahr | Titel Musiklabel                               | Höchstplatzierung, Gesamtwochen, AuszeichnungChartsChartplatzierungen (Jahr, Titel, Musiklabel, Platzierungen, Wochen, Auszeichnungen, Anmerkungen) | Anmerkungen |
| Jahr | Titel Musiklabel                               | NL | Anmerkungen |
| ---- | ---------------------------------------------- | --- | ----------- |
| 1992 | Dominating the World 2B Free Records           | NL60 (6 Wo.)NL |             |
| 1993 | The Kicking Noise of Rotterdam 2B Free Records | — |             |

### EP/Singles
| Jahr | Titel Musiklabel                             | Höchstplatzierung, Gesamtwochen, AuszeichnungChartplatzierungen (Jahr, Titel, Musiklabel, Platzierungen, Wochen, Auszeichnungen, Anmerkungen) | Höchstplatzierung, Gesamtwochen, AuszeichnungChartplatzierungen (Jahr, Titel, Musiklabel, Platzierungen, Wochen, Auszeichnungen, Anmerkungen) | Höchstplatzierung, Gesamtwochen, AuszeichnungChartplatzierungen (Jahr, Titel, Musiklabel, Platzierungen, Wochen, Auszeichnungen, Anmerkungen) | Anmerkungen                           |
| Jahr | Titel Musiklabel                             | NL | BEF | UK | Anmerkungen                           |
| ---- | -------------------------------------------- | --- | --- | --- | ------------------------------------- |
| 1991 | Dominator (B: House Feelings) 80 Aum Records | NL6 (12 Wo.)NL | BEF6 (15 Wo.)BEF | UK36 (7 Wo.)UK | Platz 10 in den Dutch Top 100 (9 Wo.) |
| 1991 | The Complete Dominator –                     | — | — | UK18 (7 Wo.)UK |                                       |
| 1992 | The Joke 2B Free Records                     | — | — | — | Platz 42 in den Dutch Top 100 (9 Wo.) |

Weitere Singles
- 1992: Me The Power! (2B Free Records)
- 1992: Rave-O-lution (2B Free Records)
- 1993: Beyond The Edge (2B Free Records)
- 1994: Fuck Them (K.N.O.R. Records)
- 1996: Dominator ’96 (K.N.O.R. Records)
- 1996: In The Hall of the Mountain King (K.N.O.R. Records)